# Jubilæumsudstillingen på Frogner 1914
Jubilæumsudstillingen på Frogner var en udstilling  i Frognerparken i Oslo, som blev arrangeret i tidsrummet 15. maj til 11. oktober 1914 for at markere hundredårsjubilæet for Norges grundlov. Udstillingen skulle blandt andet vise Norges udvikling fra bondesamfund til industrisamfund, men indeholdt også omfattende udstillinger af norsk kunst, idræt og friluftsliv.
Udstillingen havde 1,5 millioner besøgende og bestod af 216 bygninger, som var opført til lejligheden. Den 17. maj blev der noteret 30.000 besøgende i løbet af en dag, men det blev overgået mange gange på udstillingens sidste dag, hvor den blev besøgt af hele 120.000 gæster. Udstillingen var en central del af markeringen af 100-årsjubilæet for 1814.  
Som alle store udstillinger på den tid havde også denne sin specielle attraktion: En "negerlandsby". Omkring firs afrikanere fra Congo var hentet til Oslo og skulle bo og leve på deres "sædvanlige og naturlige måde" inden for en indhegning på Frogner. Der  var opført 20 primitive hytter af siv med tag af palmeblade, som de skulle bebo, som om de var i deres hjemland. Indbyggerne var både kvinder og mænd, voksne og børn, som alle var klædt i traditionelle dragter fra hjemlandet. De medbragte "autentiske" redskaber og husgeråd, smykker, våben og religiøse rekvisitter for at illustrere "livet i Afrika" så  autentisk som muligt.
Udstillingen blev holdt, hvor Vigelandsanlegget nu ligger. Frognerbroen blev tegnet af arkitekt Henrik Bull og støbt i armeret beton med granittskærver. Da udstillingen var overstået, blev de fleste bygninger revet ned, men broen blev bevaret og indgik senere i skulpturanlægget.
Også enkelte af udstillingens pavilloner og udstillede objekter blev bevaret og  flyttet andetsteds hen:
- Tiedemanns Tobaksfabriks pavillon, tegnet af arkitekt E. Glosimodt, blev flyttet til Ekeberg, hvor den blev taget i brug som restaurant. Det var den første med navnet Ekebergrestauranten.
- Kirkens hus, tegnet af arkitekt Harald Aars, blev flyttet til Grefsen og brugt som Grefsenåsen kapel. Bygningen blev nedrevet i 1960'erne.
- Den Norske Turistforenings pavillon, der nu er kendt som KIF-hytten på Kolsås, var tegnet af arkitektfirmaet Berner og Berner. Hytten blev udstillet som en såkaldt "modelhytte", som skulle vise det bedste i norsk byggekunst. Da udstillingen var overstået, blev hytten købt af Kristiania Idræts Forening, hvoraf navnet KIF-hytten. Hytten blev demonteret og fragtet med tog til Sandvika station og derfra fragtet videre bjælke for bjælke op til Kolsås, hvor den stadig står. Hytten var færdigmonteret og klar  til brug i 1916.
- Abraham Lincoln-monumentet, udført af Paul Fjelde og givet som gave fra nordmænd i North Dakota i USA, blev flyttet til et andet sted i Frognerparken, hvor amerikanske borgere i Norge siden fejrer deres uafhængighedsdag 4. juli.
- Skulpturen "Helhesten" af Gunnar Utsond, som stod uden for porten ved Kirkeveien,  blev flyttet til Sjømannsskolen på Ekeberg.
- Mange af de udstillede genstande fra Maskinhallen og den maritime udstilling blev  overtaget af stiftelserne Norsk Teknisk Museum og Norsk Sjøfartsmuseum og har dannet grundstammen i disse museers samlinger.